# Nabor Castillo
Nabor Castillo Pérez (4 de octubre de 1990) es un deportista mexicano que compite en judo.
Ganó una medalla en los Juegos Panamericanos de 2011 y cuatro medallas en el Campeonato Panamericano de Judo entre los años 2010 y 2014.

## Palmarés internacional
| Juegos Panamericanos    | Juegos Panamericanos       | Juegos Panamericanos | Juegos Panamericanos |
| Año                     | Lugar                      | Medalla              | Categoría            |
| ----------------------- | -------------------------- | -------------------- | -------------------- |
| 2011                    | Guadalajara (México)       | Medalla de plata     | –60 kg               |
| Campeonato Panamericano |                            |                      |                      |
| Año                     | Lugar                      | Medalla              | Categoría            |
| 2010                    | San Salvador (El Salvador) | Medalla de oro       | –60 kg               |
| 2011                    | Guadalajara (México)       | Medalla de plata     | –60 kg               |
| 2013                    | San José (Costa Rica)      | Medalla de plata     | –60 kg               |
| 2014                    | Guayaquil (Ecuador)        | Medalla de plata     | –60 kg               |